# 韦比约恩·罗达尔
韦比约恩·罗达尔（挪威語：Vebjørn Rodal，1972年9月16日—），挪威前男子中跑运动员。他曾获得1996年夏季奥林匹克运动会田径比赛男子800米金牌。他也曾获得1995年世界田径锦标赛男子800米铜牌。